# Öpir

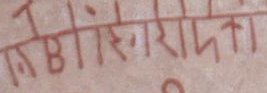
Detall de la signatura d'Öpir en la pedra rúnica O 1072

Öpir (també Öper, nòrdic antic: ØpiR-Œpir, que significa 'virolat') era un mestre gravador de runes (erilaz) actiu durant la segona meitat del segle xi i principi del segle xii a Uppland, Suècia.
A diferència d'altres zones d'Europa durant l'alta edat mitjana, molts escandinaus devien saber llegir i escriure, sobre os o fusta. Öpir és conegut pel seu treball en estil Urnes. L'estil Urnes és la darrera fase dels estils zoomòrfics de decoració vikinga que es desenvolupà durant la segona part del segle xi i el començament del segle xii.
Sembla que durant el s. XI, sorgiren grans mestres de runes. En alguns exemples apareix gravat el nom del mestre i després el de l'aprenent que hi col·laborà. En aquest context Öpir estava associat a Visäte. Signà aproximadament unes cinquanta pedres rúniques i n'hi ha un altre mig centenar possiblement seu. El seu treball és evident al sud i est d'Uppland, però han aparegut obres seues a Gästrikland i Södermanland.
Una característica de la seua obra és la presència d'una serp solitària en forma de 8. El seu estil també es caracteritza per una elegància i precisió en les complexes intervolucions de les serps rúniques.
Öpir devia ser un àlies artístic. En l'U 485 de Marma, apareix el seu nom complet: OfæigR ØpiR.

## Estil
El nòrdic antic d'Öpir és peculiar per l'absència del fonema h. També se li reconeix per afegir la runa , en futhark recent, per a l'esmentat fonema h on en principi no hauria d'usar-se. Alguns exemples d'aquest ús són les paraules: huaru (varu), hustr-huastr (austr or vestr), hut (ut) i Huikiar (nom personal Vigæanar). La pèrdua del fonema inicial h abans de la vocal i el seu ús al principi de les paraules apareix com a dialecte típic del Roslagen (a l'est d'Uppland), on Öpir era més actiu. Algunes recerques més recents, però, el presenten com un detallista i ferm cal·ligrafista amb molt pocs errors gramaticals. D'altra banda, basant-se en interpretacions dels seus coneixements lingüístics, les diferents formes de gravar el seu nom han despertat la hipòtesi que hi hagué dos erilaz Öpir.

## Pedres signades
Malgrat el dubte que va haver-hi dos Öpir, aquestes 46 inscripcions s'atribueixen a Öpir: Sö 308 a Vid Järnavägen, U 23 a Hilleshögs, U 36 a Svartsjö Djurgård, U 104 a Eds, U 118 a Älvsunda, la hui perduda U 122 a Järva Krog, U 142 a Fällbro, la hui perduda U 168 a Björkeby, U 179 a Riala, U 181 a Össeby-Garn, U 210 a Åsta, U 229 a Gällsta, la hui perduda U 262 a Fresta, U 279 a Skälby, U 287 i U 288 a Vik, U 307 a Ekeby, la hui perduda U 315 a Harg, U 462 a Prästgården, U 485 a Marma, U 489 a Morby, U 541 i U 544 a Husby-Lyhundra, la hui perduda U 565 a Ekeby Skog, U 566 a Vällingsö, U 687 a Sjusta, U 880 a Skogstibble, U 893 a Högby, U 898 a Norby, U 922. La hui perduda U 926 a la Seu d'Upsala, pedra rúnica de Vaksala U 961, U 970 a Bolsta, U 973 a Gränby, la hui perduda U 984 a Ekeby, U 993 a Brunnby, U 1034 a Tensta, U 1063 a Källslätt, U 1072 a Bälinge, U 1100 a Sundbro, U 1106 a Äskelunda, U 1159 a Skensta, U 1177 a Hässelby, U Fv1948;168 a Alsike, U Fv1976;107 a la Seu d'Upsala, i la hui perduda Gs 4 a Hedesunda. Rundata en suma tres més: U 896 a Håga i U 940 a Upsala, ambdues indiquen que Öpir "preparà les runes", i U 1022 a Storvreta. S'ha suggerit que les tres corresponen als inicis de la carrera d'Öpir.
Una altra inscripció que apareix a Rundata, Sö 11 a Gryts, sembla que està signada per una segona persona anomenada Öpir.

## Galeria

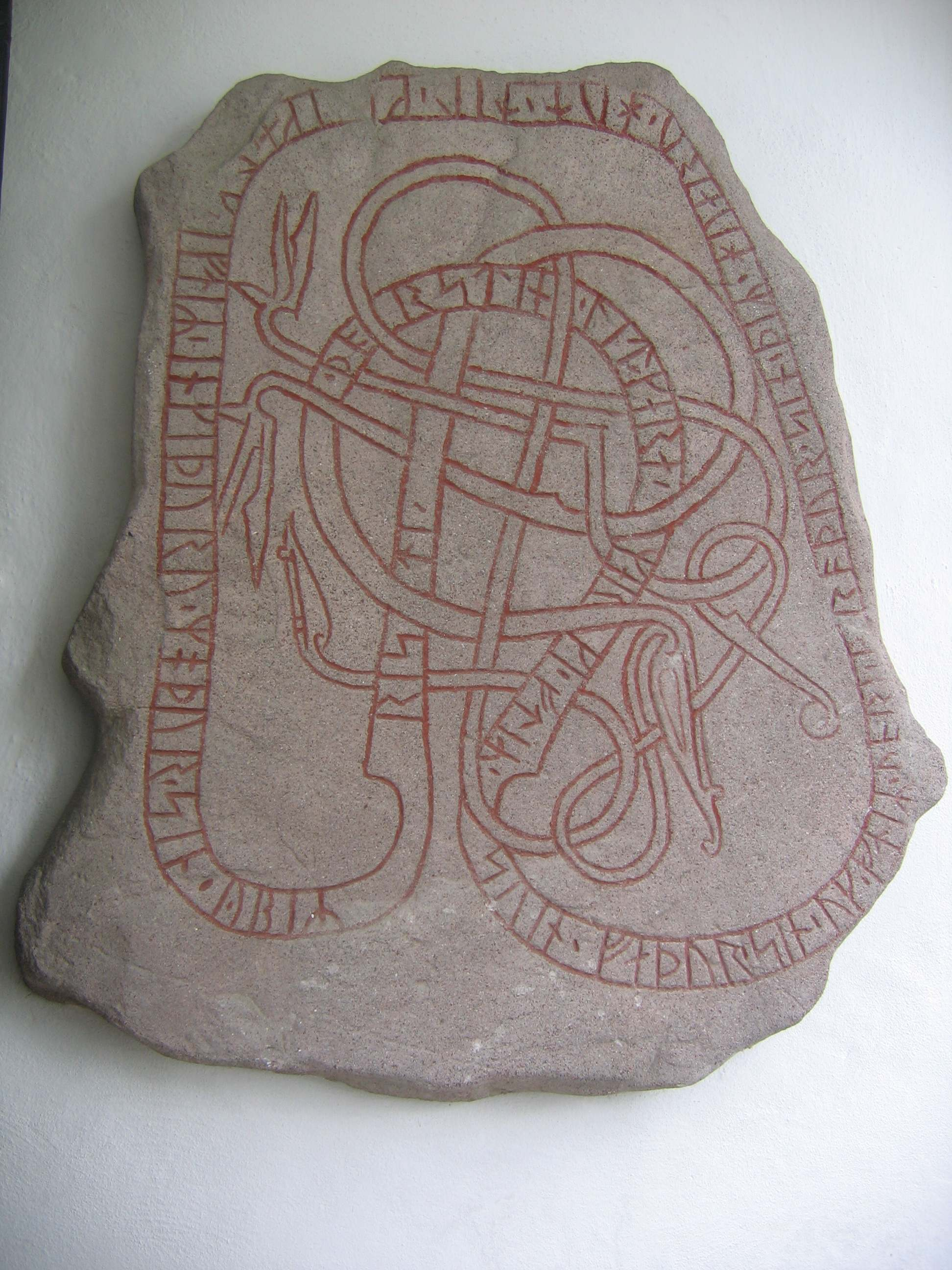
Còpia de pedra rúnica U 104
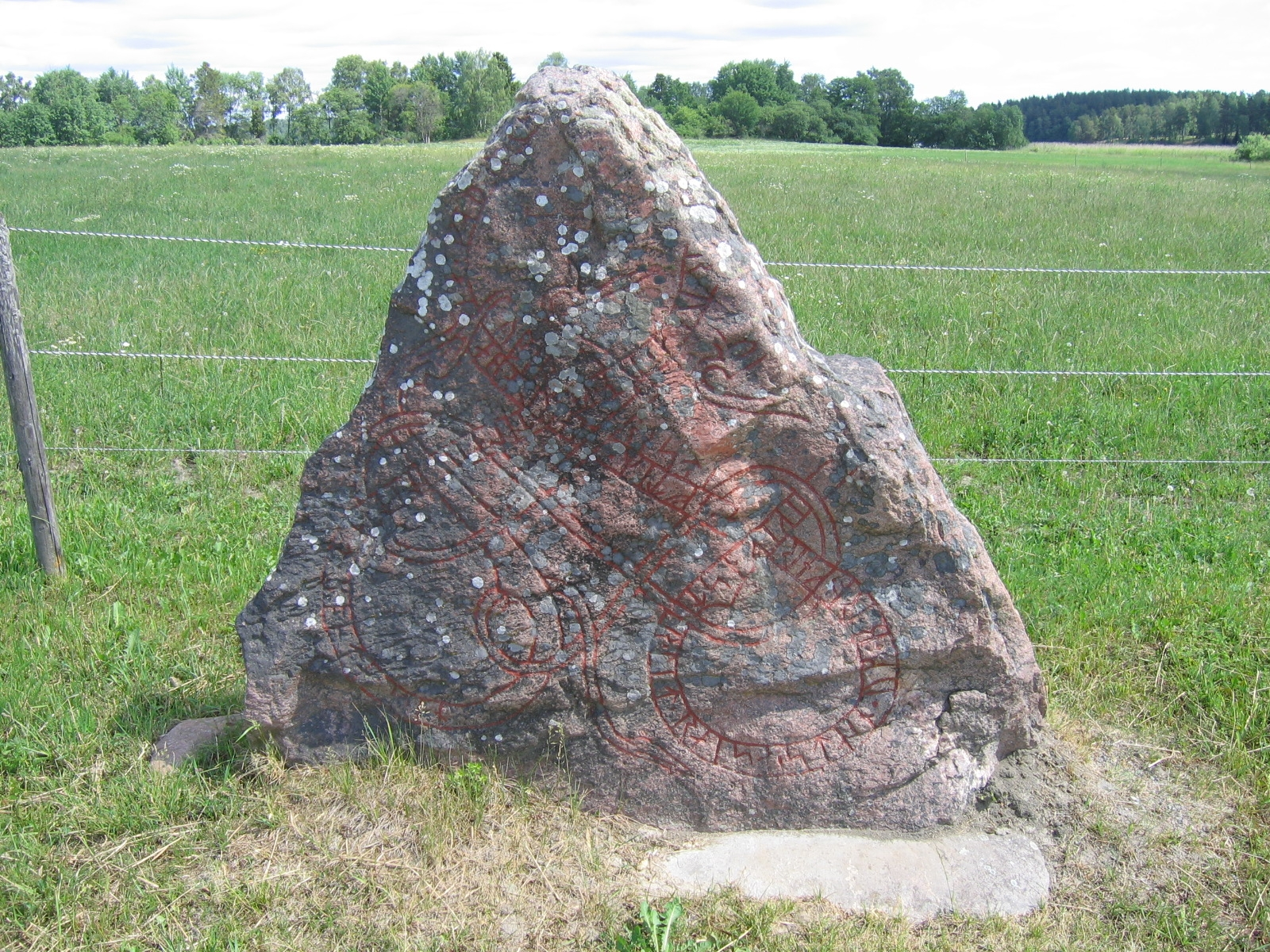
Pedra de Jarlabanke U 142, signada per Öpir
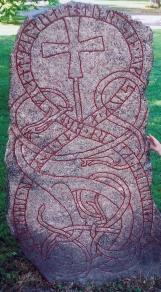
U 489, signada per Öpir
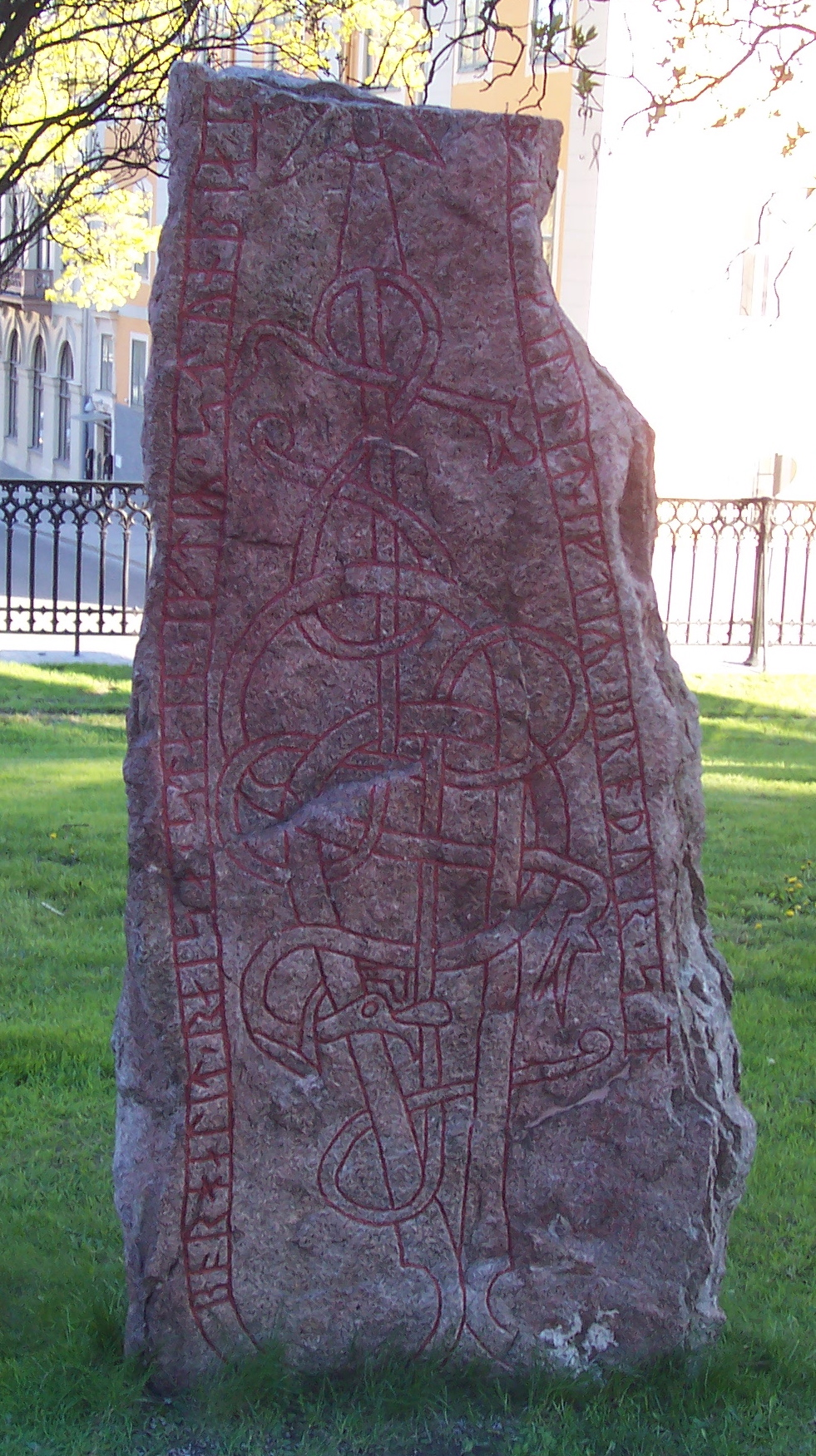
U 933, atribuïda a Öpir
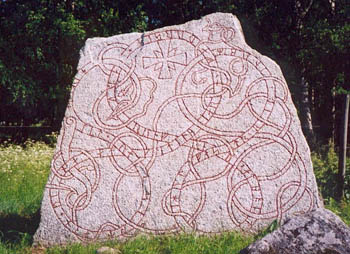
Pedra rúnica de Vaksala (U 961), signada per Öpir
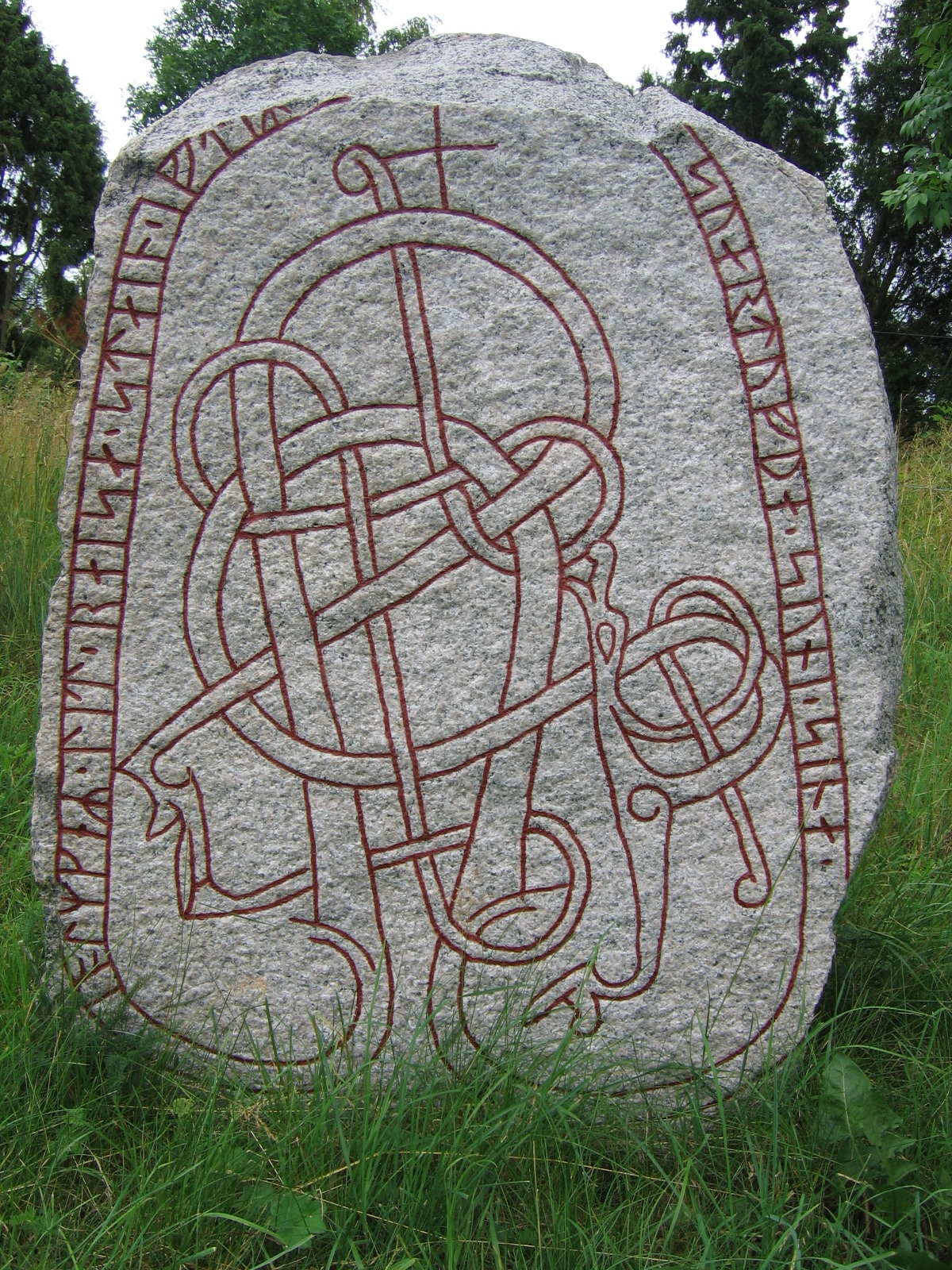
U 1014, atribuïda a Öpir